# Свидник
Свидник (словац. Svidník, русин. Свідник) — місто в Словаччині, у Свидницькому окрузі Пряшівського краю. Розташоване на півночі східної Словаччини, у північній частині Низьких Бескидів над рікою Ондавою при впадінні Ладомирки. Адміністративний центр Свидницького округу.

## Історія

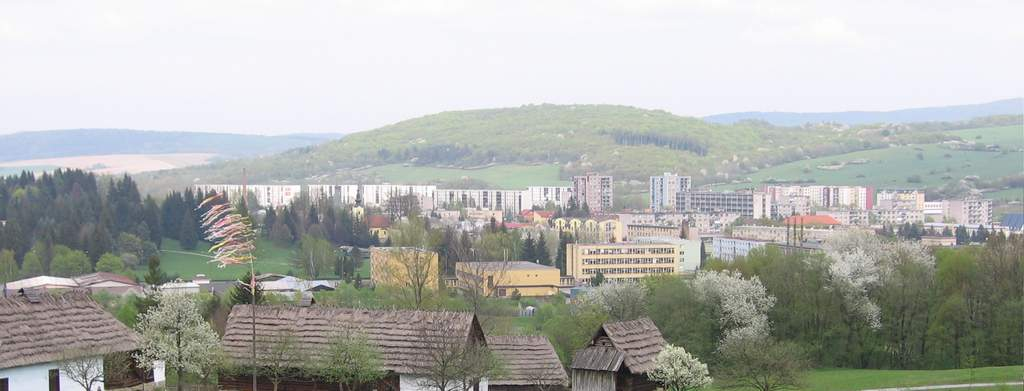
Свидник.

На місці теперішнього містечка до 1944 року існували два села, Нижній Свидник та Вишній Свидник, природною межею між якими слугувала річка Ладомирка, лівостороння притока Ондави. Нижній Свидник розташований на лівому березі Ладомирки й дотепер зберіг свій сільський характер, майже не містить багатоповерхових житлових будинків і типової міської забудови.
Вишній Свидник уперше згадується у 1330 році, а Нижній Свидник — 1414.
В околиці міста є кількадесят сіл із населенням, яке є русинського/українського походження, за віросповіданням — греко-католики або православні. У 1961 році Свидницький округ нараховував 102 села з 35 500 мешканцями, з яких 83 % — українського походження. У комуністичну добу місцеве населення отримало на вибір словацьку або українську національність, після падіння режиму також русинську, супроводжувану з елементами москвофільства та відкидання всього українського.
В околиці Свидника на Дуклянському перевалі споруджено найбільший у Словаччині пам'ятник радянським і чехословацьким бійцям, які полягли у боях Карпатсько-Дуклінської операції у 1944—1945 роках.
Також у районі м. Свидник у 1944—1948 роках діяли загони УПА, зокрема курінь Смирного (УПА-Захід), який користувався частковою підтримкою населення через заклик Демократичної партії. Натомість Комуністична партія разом із колишніми партизанами закликала місцеве населення ставитися вороже до повстанців, що намагалися пробити на захід у неконтрольовану СРСР зону. Комуністи та ліві партії й досі мають у бідному регіоні постійно високу підтримку.

## Економіка
Швейна фабрика «Свік» (словац. Svik), у минулому «Одєва» (словац. Odeva), ліквідована у 2019 році.

## Культура
- Свидницький музей української культури ;
- Музей Другої світової війни;
- Пам'ятник солдатам радянської армії, які полягли під час ІІ світової війни, з цвинтарем;
- замок 1795  р.;
- амфітеатр;
- У Свиднику з 1956 р. відбуваються в амфітеатрі за містом щорічні Свята пісні і танцю українців Словаччини.

### Храми
- греко-католицька церква святої Параскеви, великомучениці з 1800 року в стилі класицизму, з пам'ятною дошкою Олександрові Павловичу, з 1963 року національна культурна пам'ятка,
- греко-католицька церква Різдва Пресвятої Богородиці з 1845 року в стилі класицизму, з 1963 року національна культурна пам'ятка,
- римо-католицький парафіяльний костел Найсвятішого Серця Ісуса з першої половини 20 століття в стилі сецесії з елементами неоготики,
- православна церква святої Трійці з 20 століття у візантійському стилі,
- греко-католицький Храм Божої Мудрості з 2005 року.

## Уродженці
- Іван Міклош — словацький політик, міністр фінансів в уряді Івети Радічової.

## Населення
| Рік:            | 1994.  | 2004.   | 2014.   | 2024.    |
| --------------- | ------ | ------- | ------- | -------- |
| Кількість осіб: | 12 590 | 12 354  | 11 337  | 9647     |
| Різниця:        |        | -1,87 % | -8,23 % | -14,90 % |

| Рік:            | 2023. | 2024.   |
| --------------- | ----- | ------- |
| Кількість осіб: | 9770  | 9647    |
| Різниця:        |       | -1,25 % |

У місті проживає 12 156 осіб.
Національний склад населення (за даними останнього перепису населення — 2001 року):
- словаки — 79,60 %
- русини — 13,04 %
- українці — 4,07 %
- цигани (роми) — 1,50 %
- чехи — 0,39 %
- поляки — 0,06 %
- угорці — 0,10 %

Склад населення за приналежністю до релігії станом на 2001 рік:
- греко-католики — 41,10 %,
- православні — 25,82 %,
- римо-католики — 24,13 %,
- протестанти (еванєлики) — 0,93 %,
- гусити — 0,04 %,
- не вважають себе віруючими або не належать до жодної вищезгаданої церкви — 7,26 %